# Мосягино (Березники)
Мосягино — бывшая деревня, вошедшая в состав города Березники Пермского края.

## История
Известна с 1647 г. как «починок за Мосягиным сечищем». В 1710 г. М. упоминается в переписи Алексея Никеева. Деревня располагалась вдоль Соликамского тракта с восточной стороны.
В начале XX в. в деревне было 9 дворов, в которых проживали 53 чел.
Осенью 1931 рядом с М., в 150 м к западу от Соликамского тракта (совр. улица Березниковская), началось строительство новых корпусов Березниковского химического комбината — завода бертолетовой соли.
В 1950-х годах Мосягино было объединено с располагавшейся южнее деревней Жданово. В настоящее время территория М. поглощена промзоной ОАО «Бератон» и других предприятий г. Березники.
Существует промышленная железнодорожная станция Новое Мосягино.

## Этимология
Деревня названа от местной фамилии Мосягин.

## Лётная площадка Березниковского аэроклуба
В 1938—1940 годах рядом с М. располагалось летное поле планерного (с 23.02.1938), а затем — аэроклуба.(с 18.08.1938). За два года существования клуба состоялось несколько выпусков курсантов. Одним из курсантов Березниковского аэроклуба был будущий Герой Советского Союза Валентин Иванович Елькин.

## Документы
Деревня Мосягина на роднике а в ней крестьян
Во дворе Василей Никитин сын Мосягин 75 лет у него жена Дарья Петрова дочь 60 лет у негож сын Фома 30 лет у Фомы жена Дарья Юрьева дочь 30 лет у негож сын Федор 3 лет да племянник Никифор Петров сын Мосягин 40 лет у него жена Наталья Михайлова дочь 30 лет у негож три дочери девки Марина 11 Анна 6 Арина 2 лет Никифор уроженец тоеж деревни и жил все у него Василья а для чего в отказных книгах он не написан про то не ведает
Во дворе вдова Каптелина Осипова дочь Елфимовская жена Аникиева сына Мосягина 60 лет у неё сын Леонтей 40 лет у него жена Авдотья Прохорова дочь 23 лет у негож дочь девка Мавра 4 лет да подворница вдова Фекла Иванова дочь Филиповская жена Иванова сына Мосягина 50 лет у неё дочь девка Марфа 6 лет уроженец тоеж (л.41об.) и муж её Феклин жил в той деревни своим двором у вдовы Каптелины живёт с 705-го году
Во дворе Сидор Яковлев сын Борисов 70 лет у него жена Палагея Павлова дочь 40 лет у негож детей Иван 9 Степан 2 лет да дочь девка Авдотья 6 лет да брат родной Сава 52 лет у него жена Анна Иванова дочь 50 лет у негож детей Пахом 30 Гарасим 10 да дочь девка Прасковья 13 лет у Пахома жена Дарья Степанова дочь 22 лет у негож сын Семен 2 лет да брат двоюродной Яков Фролов сын Борисовых 70 лет у него жена Лукерья Осипова дочь 40 лет у негож детей Никифор 14 Гарасим 8 Максим 6 лет Сава и Яков уроженцы тоеж деревни и жили все в одном дворе а Яков жил своим двором и тот ево двор розвалился у Сидора живёт с 705-го году
Да в том же деревне пустые дворы а чьи имяны и то писано ниже сего
Двор Филата Иванова сына Мосягина з детьми Афонасьем Большим да Афонасьем Меньшим да с племянником Антоном Тимофеевым сыном Мосягиным и в 707-м году (л.42) Филат з детьми и с племянником померли
Двор Якова Фролова сына Борисова з детьми Семеном да Михайлом а он Яков и з детьми ныне живёт в том же починке (!) на подворничестве у брата своего родного у Сидора Яковлева сына Борисова с 705-го году
Двор Савы Яковлева сына Борисова с сыном Пахомом а ныне он Сава и с сыном живёт в той же деревне у брата своего у Сидора Борисова на подворье с 704-го году

Переписная книга «Перепись 1710 года: Сибирская губерния: Соликамский уезд: Переписная книга 1711 года вотчин именитого человека Г. Д. Строганова переписи дьяка Сибирского приказа Алексея Никеева».

## Известные уроженцы
- Тимочкин, Владимир Иванович (род. 1936) — Герой Социалистического Труда.